# Diocèse de Leicester
Le diocèse de Leicester est un diocèse anglican de la Province de Cantorbéry. Il s'étend sur le Leicestershire. Son siège est la cathédrale de Leicester.

## Archidiaconés
Le diocèse se divise en deux archidiaconés :
- L'archidiaconé de Leicester
- L'archidiaconé de Loughborough